# عبدالله آباد دو
عبدالله آباد دو (فارسی: عبداله اباد۲) نام روستایی در شهرستان بردسیر استان کرمان است. بر اسلس سرشماری سال ۱۳۸۵ جمعیت این روستا ۱۵۴ نفر بوده‌است.